# بيرني فرايبيرج
بيرني فرايبيرج (بالإنجليزية: Bernie Friberg) هو لاعب كرة قاعدة أمريكي، ولد في 18 أغسطس 1899 في مانشستر في الولايات المتحدة، وتوفي في 8 ديسمبر 1958 في لين في الولايات المتحدة.

## وصلات خارجية
- بيرني فرايبيرج على موقعبيزبول رفرنس.كوم (الدوري الرئيسي) (الإنجليزية)
- بيرني فرايبيرج على موقعبيزبول رفرنس.كوم (الدوري الثانوي) (الإنجليزية)